# Milagro económico alemán

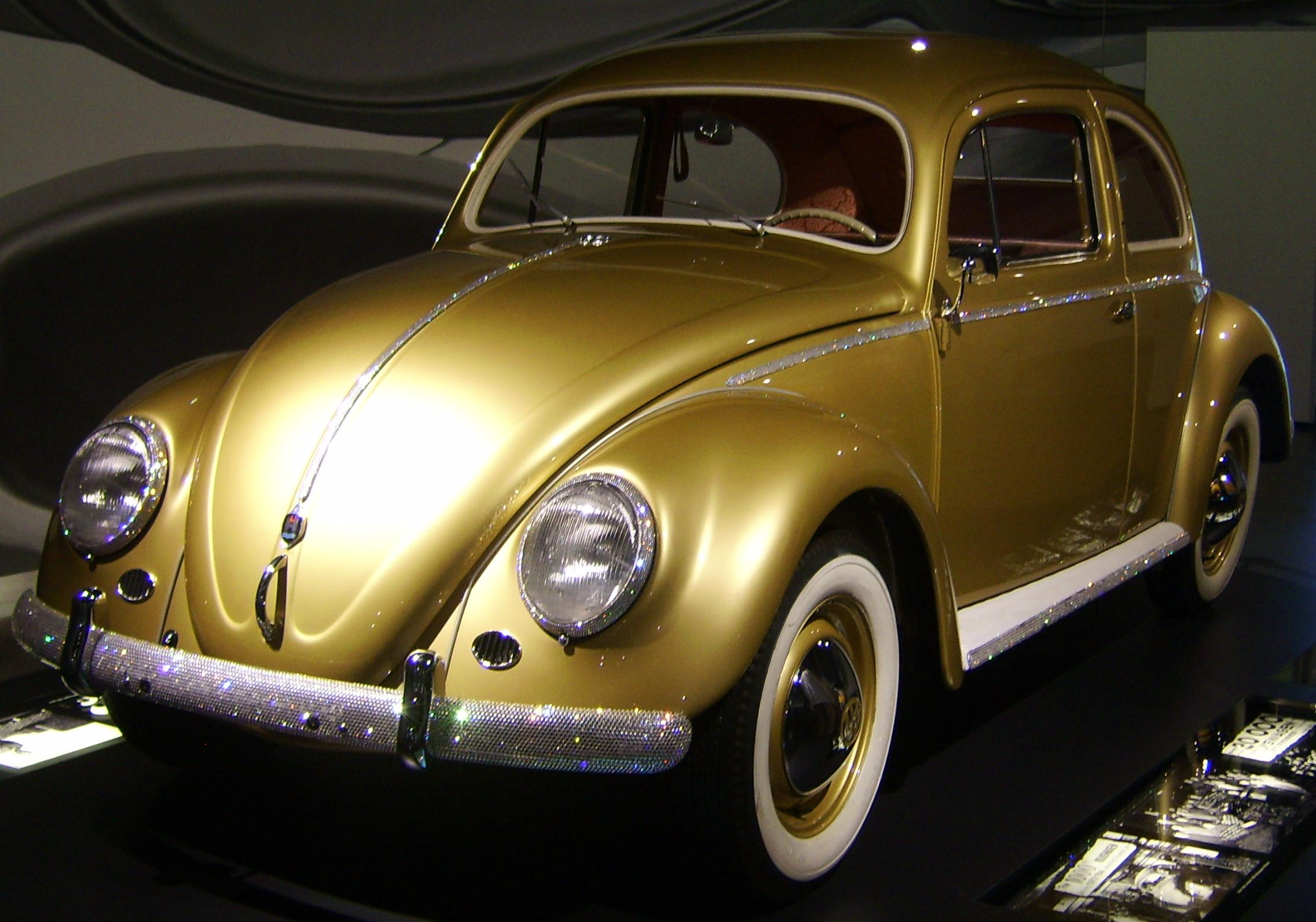
El Volkswagen Beetle fue un ícono de la reconstrucción de Alemania Occidental de la posguerra. El ejemplo de la foto era una versión única fabricada para celebrar la producción de un millón de coches de este tipo.

El término ‘milagro económico alemán’ (en alemán: Wirtschaftswunder, milagro económico) fue usado por primera vez en el periódico británico The Times en 1950 y describe la rápida reconstrucción y desarrollo de las economías de Alemania Occidental y Austria después de la Segunda Guerra Mundial, en parte gracias al Plan Marshall para Europa provocado por el temor de que pudieran darse las mismas condiciones que se dieron para Alemania en el período de entre guerras (1919-1939).
Comenzó con el reemplazo del antiguo Reichsmark con el marco alemán como moneda en Alemania y con el chelín austriaco en Austria, y fue un periodo duradero de baja inflación y rápido crecimiento industrial. En Austria la ayuda externa, y el desarrollo de prácticas eficientes y la naciente industria originaron un proceso similar. Esta era de desarrollo económico hizo que unas naciones devastadas después de la guerra se transformaran en países económicamente desarrollados. Con la fundación del Mercado Común Europeo, el crecimiento de Alemania contrastó aún más con las dificultades económicas de Inglaterra.

## Historia

### Antecedentes

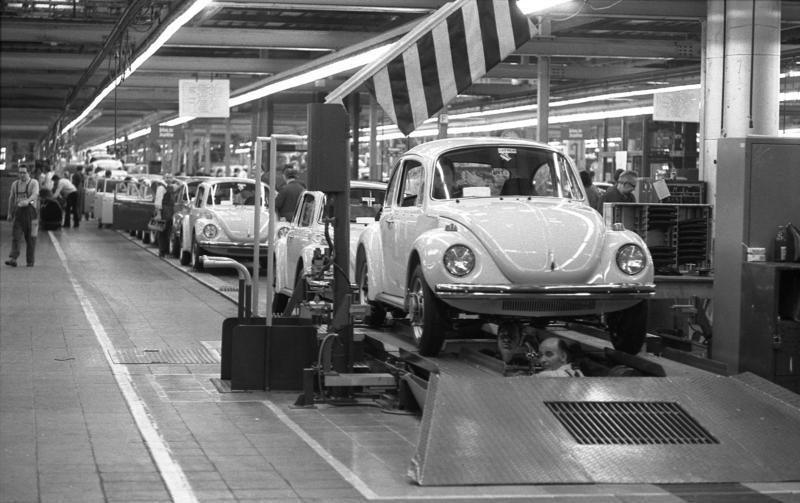
Ensamblaje del Volkswagen Escarabajo en Alemania Occidental.

En la primera mitad de la década 1920, Alemania fue una de las naciones más afectadas por la crisis posterior a la Primera Guerra Mundial, tras la implantación de políticas económicas proteccionistas durante la etapa de Weimar se sucederian periódicas crisis que desatarían una hiperinflación y desempleo masivo.
El primer antecedente de “milagro económico” alemán de los años 30, consiguió aumentar el PIB en un 50 % y atajar el desempleo en un periodo de cinco años dado que Alemania pasó de 6 millones de desempleados en 1932 (43,8 % de tasa de paro) a menos de 800 000 parados (12 %) en 1936. Hubo un desarrollo de la organización de los industriales en carteles (con ayuda considerable aportada por el Estado a la economía), garantía de créditos a las empresas, la importancia adquirida por la organización profesional, el desarrollo de la legislación de precios y la organización ofensiva de las relaciones con el mercado mundial (dumping, clearing). El entonces ministro Hjalmar Schacht desarrolló una política de inversiones públicas, especialmente impulsando grandes obras, como la construcción de autopistas, y redujo el déficit presupuestario del Estado renegociando la deuda externa que hasta ese momento sólo en pago de intereses provocaba una sangría de recursos y un fuerte déficit. También desarrolló una política de lucha contra la inflación plasmada en los llamados "Bonos MEFO". Estos constituían una suerte de circulación pseudomonetaria que redujo la inflación de forma visible. En 1935 Schacht fue nombrado "Plenipotenciario General" para la economía de guerra.
La recuperación del empleo fue obra de Schacht, el anterior presidente del Reichsbank (el banco central alemán en aquel entonces) desde 1923 a 1930. Durante este periodo, se logró combatir la hiperinflación alemana en los años 20.
Una vez aliviadas las cuentas públicas con este paso, se puso en marcha el Programa Reinhardt, que era una especie de réplica del New Deal o una especie de Plan E gigante mediante el desarrollo de la infraestructuras públicas como las autopistas, redes de ferrocarriles, canales, obras hidráulicas y energéticas y un pack de incentivos para la inversión empresarial y la creación y desarrollo de la industria militar.
Tras la Segunda Guerra Mundial la economía alemana se encontraba en ruinas como consecuencia de la destrucción que había experimentado durante dicho conflicto. Al desastre de un país cuya población carecía de alimentos, viviendas y trabajo, venían a sumarse las graves consecuencias de una avalancha de millones de seres humanos, se necesitaban 3,9 millones de unidades de vivienda, se tenía que cuidar de las víctimas de guerra, 600 000 niños vivían en establecimientos públicos, las industrias no tenían capital para llevar adelante la restauración necesaria ni para acumular reservas para los períodos de recesión económica, el Reichsmark, era rechazado en las transacciones económicas y proliferaba el trueque. El acaparamiento de los productos más fundamentales, el mercado negro, la especulación y la corrupción formaban parte de la miseria que día a día tenía que vivir el pueblo alemán. Esta situación se agravaba más ante la total incertidumbre con respecto al futuro político del país, lo cual desestimulaba cualquier posible intervención. 
Karl Schiller, seguidor de Ludwig Erhard, (ministro alemán de finanzas del entonces canciller Konrad Adenauer), adoptó un enfoque de mercado al estilo alemán siguiendo a Ludwig von Mises, él trajo a sus nuevas tareas la convicción inamovible de que el gobierno tenía la obligación y la capacidad de formar tendencias económicas y de alisarlas hacia fuera e incluso de eliminar el ciclo de negocio. Alemania no solo logró recuperarse de los daños ocasionados, sino que en muchos ámbitos se pudo avanzar extraordinariamente, superando incluso a otros países, como resultado de las políticas que a partir de 1948 aplicó en ese país. La fórmula elegida por Schiller fue el Globalsteuerung, o dirección global, un proceso por el cual el gobierno no intervendría en los detalles de la economía pero establecería las amplias pautas que fomentarían crecimiento no inflacionario e ininterrumpido. La llamada "economía social de mercado" tuvo su origen en la Alemania Occidental de la posguerra  y se mantuvo desde entonces como política de Estado. En el centro se encuentran los sindicatos y la patronal que coordinan el salario y la productividad teniendo como meta el aumento real del salario y el mantenimiento del empleo. La integración es tal que por ley los sindicatos quedan representados en la junta directiva de la compañía a cargo de las decisiones estratégicas. También favoreció el despliegue del Plan Marshall (1948-52), y la reducción por parte de los aliados del 50% de la deuda externa alemana en la Conferencia de Londres en 1952, se benefició de la gran necesidad de sus vecinos europeos, que también iniciaban su reconstrucción después de la guerra, de importar maquinaria, en la cual la economía alemana estaba especializada. Durante los “Treinta Gloriosos” (1946-1975), el modelo de economía social de mercado dio a la República Federal de Alemania un periodo casi ininterrumpido de abundancia y de prosperidad (el crecimiento rondaba el 7 % anual, el desempleo cayó del 11 % en 1950 al 0.7 % en 1965) hasta la crisis petrolera de 1973.
En el sistema financiero fue compuesto por cooperativas financieras y poderosos bancos públicos que se encargan de que el crédito alcance a todos sin que importe el tamaño de la firma.
Entre 1950 y 1964 el PNB se multiplicó por tres, el mayor avance de los países europeos, aunque no tan rápido como el de Japón. La veloz recuperación económica combinó el alto grado de concentración, el dirigismo estatal y la notable productividad de la fuerza de trabajo. En cierto sentido, la Alemania de posguerra contó con los recursos generados por la política de los nazis. Muchos de los directivos y planificadores que ocuparon puestos importantes en empresas y cargos de gobierno habían iniciado su carrera bajo el mandato de Adolf Hitler, e introdujeron las prácticas de planificación. Tanto las empresas afectadas en su rentabilidad (carbón, acero) como aquellas en crecimiento (química, electrónica) llegaron a importantes acuerdos para programar sus inversiones. La banca también favorecía la planificación económica, en virtud de su  presencia como accionista de las grandes empresas. 
El Estado asumió una destacada gravitación en la escena económica: en los años sesenta controlaba alrededor del 40 % de la minería del hierro y el carbón, el 62 % de las empresas de electricidad, el 72 % de la industria del aluminio, el 60 % de todos los institutos de crédito, y el Banco Federal Alemán. Tuvo además un destacado papel en la planificación, especialmente a través de los programas de crédito destinados a reanimar sectores considerados claves. Paralelamente se reestableció un generoso estado de bienestar, se llevó a cabo una política de consenso entre empresarios, sindicatos y Estado, donde los trabajadores tendrían participación en las ganancias de las empresas a cambio de reducir la conflictividad laboral. Paralelamente el Estado invirtió decenas de miles de millones de marcos en infraestructura, en educación y salud universales.
Bajo la presión de la competencia del exterior, especialmente del Mercado Común Europeo. En la siderurgia se destacó Thyssen, Krupp, Hoescht y Mannesmann, quienes aportaron las tres cuartas partes del total de la producción; la química se desarrolló sobre grupos empresariales: BASF, Hoescht y Bayer.
Entre 1946 y 1952 la vida del Partido Socialdemócrata Alemán (SPD) se desarrolló alrededor de la personalidad de Kurt Schumacher, quien había pasado los últimos doce años de su vida en prisión. Schumacher pensaba que la democracia alemana, o llegaba a ser socialista, o dejaría de existir. Reafirmó las principales ideas marxistas que inspiraban el programa del partido, pero de un modo más secular y marcando diferencias con el comunismo.

### Plan Marshall y Reformas de Ludwig Erhard
En medio de tal situación, dos hechos vinieron a salvar a Alemania: El Plan Marshall y las reformas liberales impulsadas por el ministro Ludwig Erhard, quien es conocido como el autor del fenómeno. Las reformas incluyeron entre otras disposiciones, la creación el 20 de junio de 1948, de una nueva moneda, el Marco alemán, que vino a sustituir al desacreditado Reichsmark. Este último, y su antecesor directo, el Rentenmark fueron cambiados en una nueva divisa a razón de 1 RM = 1 DM como una divisa esencial para el pago de salarios, rentas, etc., y una tasa de 1 DM = 10 RM para el resto. Con la introducción de la nueva divisa se intentó proteger a la Alemania Occidental de una segunda hiperinflación y para detener el creciente mercado negro de cambio.[cita requerida]

### División de Alemania

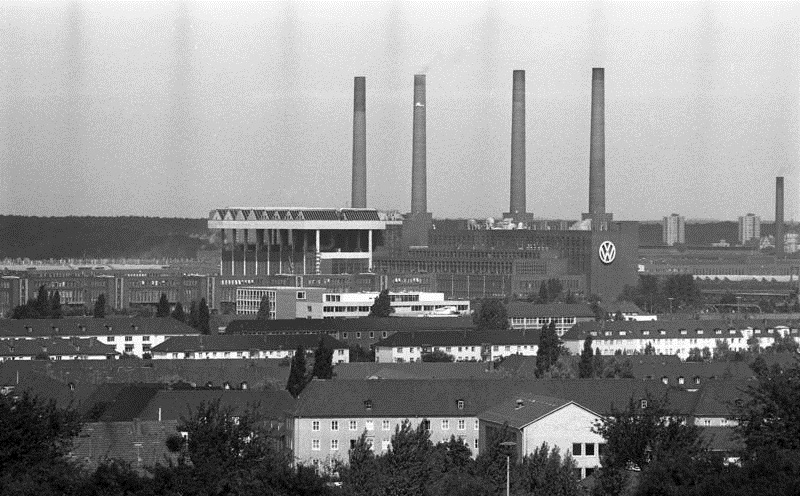
Vista de la gran fábrica de automóviles de la alemana Volkswagen en Wolfsburgo, Alemania Occidental (RFA), en agosto de 1973

A partir de 1949, Alemania fue dividida en dos naciones, la República Federal de Alemania (RFA), y la República Democrática Alemana (RDA), más conocidas como Alemania Occidental y Alemania Oriental, respectivamente. Ambas adoptaron sistemas económicos y políticos radicalmente diferentes. La segunda se unió al Bloque Comunista y se adentró por los caminos del comunismo, la economía planificada, centralizada y dirigida fueron características de tales sistemas.
Las reformas de la RFA se dirigieron a aprovechar las herramientas del capitalismo y elementos del socialismo para su redistribución. En ese proceso, además de los citados recursos, varios factores contribuyeron: El pueblo estaba dispuesto a trabajar largas horas para que el aparato productivo se recuperara. Además, aunque el conflicto devastó la economía, Alemania había sido una de las potencias industriales más avanzadas de la preguerra. Pese a la destrucción, muchas estructuras industriales no militares sobrevivieron relativamente indemnes al conflicto. A esas condiciones internas favorables se sumaron factores externos, como la guerra de Corea de los años cincuenta y sus enormes necesidades de material bélico, que los alemanes estaban en condiciones de satisfacer.
El sistema económico que prevalecía del lado Oriental era la economía planificada con planes quinquenales y fusiones entre empresas estatales y grandes empresas. El sistema dejaba un pequeño margen que permitía la existencia de pequeñas empresas privadas que no estaban sujetas del todo a la planificación económica. En 1955 existían en la RDA más de 13 000 empresas, las cuales en 1957 producían el doble que antes de la Segunda Guerra Mundial en el mismo territorio. En el mismo año se extrajeron en la RDA 213 millones de toneladas de lignito, el 50 % de la producción mundial; se producían 32,7 millares de kilovatios por hora de electricidad —casi como en Bélgica, Países Bajos, Luxemburgo, Dinamarca y Finlandia juntos— y 2,9 millones de toneladas de acero, 14 veces más que en 1947. En la producción química, la RDA ocupaba el segundo puesto de mayor nivel de producción del mundo y era la mayor exportadora de maquinaria de todo el territorio oriental. Hasta 1965, la producción industrial era cinco veces mayor que la anterior a la guerra. Asimismo, en 1960 finalizó la colectivización de la agricultura.
A principios de la década de 1970, Alemania Oriental fue la décima potencia industrial del mundo debido a su productividad, llegando a considerarse como el país más exitoso de todo el bloque comunista. A finales de 1989, cayó el Muro de Berlín, se desintegró el bloque comunista de Europa oriental y las dos Alemanias se reunificaron en una sola nación.

## Resultados

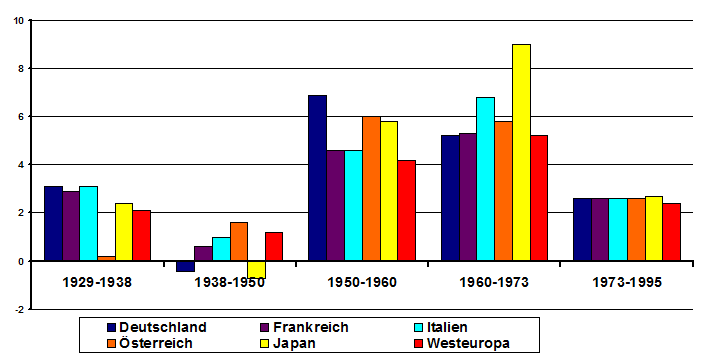
Crecimiento promedio de la productividad de Alemania, Francia, Italia, Austria, Japón y Europa Occidental durante la Edad de oro del capitalismo en comparación con los períodos anteriores y posteriores (en alemán).

Las medidas «de choque» adoptadas por Erhard, encontraron en un principio un fuerte rechazo, ya que tal como se esperaba, sus resultados iniciales parecían imponer castigos aún mayores a una sociedad que había alcanzado el límite del sufrimiento. Partidos políticos, sindicatos, empresarios y hasta ejércitos de ocupación, todos se unieron para rechazar las nuevas políticas. Todo el mundo parecía ser partidario del camino de las estrategias graduales. Pero sobre todo, tras la aplicación de la política económica conocida como economía social de mercado (diseñada por el entonces ministro de economía alemán Ludwig Erhard, quien luego sería canciller federal), el PIB de Alemania Occidental creció en términos reales a tasas de en torno al 8 % durante la década de los 50. Forzadas a competir con los productos extranjeros, las empresas alemanas elevaron también de manera notable su productividad, de forma que en tan corto lapso la participación de tales exportaciones dentro del PIB se duplicó al pasar de un 10 % a un 20 %. La inflación se redujo considerablemente, y el marco alemán paso a convertirse en una de las monedas mejor valoradas del mundo. 

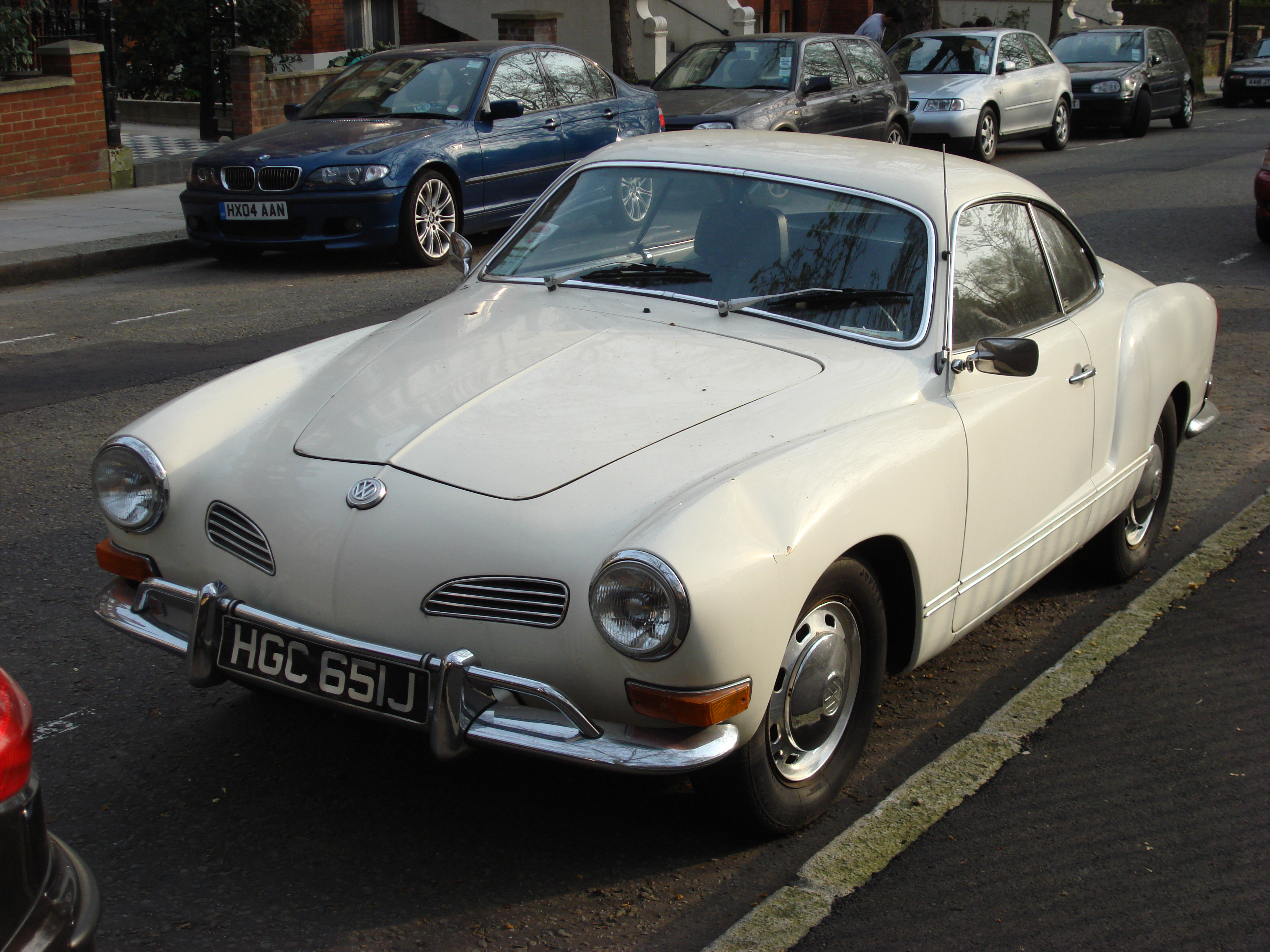
La industria automotriz alemana fue un símbolo del auge económico de la posguerra.

Tras la Segunda Guerra Mundial, surgieron nuevos enfoques económicos que influirían en los países occidentales. Los problemas del período de depresión económica de entreguerras en Europa Occidental y en los Estados Unidos fueron por una política monetaria restrictiva. Ya en la posguerra se viró hacia políticas económicas keynesianas expansivas con el objetivo de controlar el ciclo económico y evitar el desempleo masivo. A finales de la década de 1950 el crecimiento experimentó un fuerte impulso, ayudado por el crecimiento de las exportaciones durante esa década.

## Consecuencias
A finales de la década de 1950, Alemania Occidental tenía una de las economías más fuertes del mundo, casi tanto como la existente antes de 1914.
El desarrollo de la Alemania de postguerra se debió en gran medida a la aplicación de medidas económicas liberales, favoreciendo de esa manera al sector industrial y al empresarial. A Walter Eucken se le considera el pensador primario de la economía social de mercado. Ya en el año 1942, Eucken exigía un cambio total del orden económico. En su propuesta él rechazaba una economía totalmente liberal, al igual que al llamado Estado vigilante nocturno de una economía controlada.
Sin embargo, estas medidas económicas liberales fueron acompañadas desde un comienzo por una modalidad del estado de bienestar llamado Estado subsidiario que, entre otras cosas, creaba incentivos para el pleno empleo y brindaba cierto nivel de asistencia social. Esta fusión entre la economía de mercado y el Estado social sería bautizada por Alfred Müller-Armack como Economía social de mercado. El éxito de este sistema económico sería tomado como ejemplo en muchos otros países de Europa durante las siguientes décadas.